# 東予地方

深粉色地區是東予地方

東予地方（日语：〔〕／ Tōyo Chihō）是愛媛縣東部地區的通稱，包括四國中央市、新居濱市、西條市、今治市四個城市。由於東予地方市町村合併進展較為徹底，因此自治體的數量較少。東予地方的另一特徵是製造業較為發達，也是四國製造業最為興盛的地區之一。四國中央市是日本最大的造紙業城市之一，今治市則造船業發達，新居濱市以鐵工業為主，西條市有食品飲料工業。

## 外部連結
- 愛媛縣東予地方局 （页面存档备份，存于）